# Goldene Feder
Die Goldene Feder war ein Medienpreis, der von der Bauer Verlagsgruppe von 2000 bis 2009 in mehreren Kategorien jährlich in Hamburg verliehen wurde. Geehrt wurden prominente Persönlichkeiten, die sich in der Medien- und Unterhaltungsbranche dauerhaft etablieren konnten. Die Preisträger wurden von einer Jury aus Chefredakteuren der Bauer Verlagsgruppe ausgewählt. Den Gewinnern wurde als Trophäe eine stilisierte goldene Schreibfeder alljährlich im Mai auf einem vom Bauer-Verlag geladenen Festakt in den Räumlichkeiten der Handelskammer Hamburg überreicht. Die Idee des Preises geht zurück auf die Initiative des zwischen den Jahren 1999 und 2009 für den Bauer-Verlag tätigen Leiter Unternehmenskommunikation Andreas Fritzenkötter.

## Preisträger

### Preisträger 2000
Moderation: Johannes B. Kerner 
- Hans Dieter Degler für seine Tätigkeit als Chefredakteur von Spiegel Online
- Kai Diekmann für seine Tätigkeit als Chefredakteur der Welt am Sonntag
- Mathias Döpfner für seine Tätigkeit als Chefredakteur der Welt
- Udo Jürgens für sein Lebenswerk
- Frauke Ludowig in der Kategorie TV-Magazin

### Preisträger 2001
Moderation: Johannes B. Kerner 
- Dieter Thomas Heck Sonderpreis für sein karitatives Engagement
- Götz George für sein Lebenswerk
- Thomas Gottschalk für seine langjährige Tätigkeit als Moderator im deutschen Fernsehen
- Giovanni di Lorenzo für seine Tätigkeit als Chefredakteur des Tagesspiegels
- Otto Waalkes für seine komödiantische Leistung der letzten Jahre

### Preisträger 2002
Moderation: Johannes B. Kerner 
- Dieter Stolte für sein Lebenswerk
- Harald Schmidt
- Manuel Andrack
- Helmut Lotti in der Kategorie Unterhaltung
- Sven Hannawald Sonderpreis „für die sympathische Art, mit der er den Sport in den Medien präsentiere“
- Franz Josef Wagner in der Kategorie Print für seine Bild-Kolumne „Post von Wagner“

### Preisträger 2003
Moderation: Johannes B. Kerner 
- Stefan Aust für seine langjährige journalistische Tätigkeit
- Dieter Bohlen und Katja Kesßer für ihr gemeinsames Buch Nichts als die Wahrheit und dessen Vermarktung (Kategorie Unterhaltung)[6]
- Hans Mahr für seine langjährige Tätigkeit als Informationsdirektor von RTL
- Claus Jacobi für seine langjährige Tätigkeit als Chefredakteur der Welt und Welt am Sonntag

### Preisträger 2004
Moderation: Johannes B. Kerner 
- Guido Knopp in der Kategorie TV/Dokumentation
- Joachim Hunold in der Kategorie Unternehmenskommunikation
- Heiner Lauterbach in der Kategorie Schauspiel
- Julian Rachlin in der Kategorie Unterhaltung
- Frank Schirrmacher in der Kategorie Print für sein Buch Das Methusalem-Komplott
- Alice Schwarzer in der Kategorie Ehrenpreis

### Preisträger 2005
Moderation: Johannes B. Kerner 
- Paulo Coelho Ehrenpreis für seine schriftstellerische Leistung
- Christiane Hörbiger für ihre schauspielerische Leistung in den letzten 50 Jahren
- Professor Jörg Immendorff für sein Lebenswerk
- Frank Schätzing für sein Buch Der Schwarm
- Herbert Seckler, dem Gastronom der Sansibar, „für sein Talent, Medienmenschen einen Raum für Begegnungen zu geben“
- Die Volksbibel der evangelischen und katholischen Kirche in Deutschland

### Preisträger 2006
Moderation: Johannes B. Kerner 
- Siegfried Lenz Ehrenpreis für „sein literarisch unvergleichliches Werk“
- Veronica Ferres für „ihre herausragenden schauspielerischen Leistungen“
- Lucia Aliberti als „eine der bekanntesten Opernstars unserer Zeit“
- Gerhard Delling und Günter Netzer für „ihre unterhaltsame sowie informative Art der Sportmoderation“
- Du bist Deutschland als „größte Social-Marketing-Kampagne in der Geschichte der Bundesrepublik Deutschland“

### Preisträger 2007
- Charlotte Link  für ihr literarisches Werk
- Monica Bleibtreu für „ihre herausragenden schauspielerischen Leistungen“
- Anna Netrebko, die „klassische Musik einem breiten Publikum“ nahebringe
- Shanta Sinha, der Leiterin der indischen Kinderrechtsorganisation MV Foundation für „ihren Einsatz im Kampf gegen Kinderarbeit“
- Loki Schmidt ihren Einsatz als „Fürsprecherin des ökologischen Bewusstseins im Pflanzen- und Naturschutz“

### Preisträger 2008
- Henning Mankell für sein literarisches Werk
- Doris Dörrie für ihre erfolgreiche Regiearbeit, aktuell Kirschblüten – Hanami
- Anja Niedringhaus für ihre „eindrucksvolle Bildberichterstattung aus den Krisen- und Kriegsgebieten dieser Welt“
- Kostja Ullmann für „seine schon in jungen Jahren beeindruckenden schauspielerischen Leistungen“
- Armin Mueller-Stahl Ehrenpreis für seine schauspielerische Leistungen in den letzten Jahrzehnten

### Preisträger 2009
- Bryan Adams für seine „genreübergreifende Karriere“ (Laudatio: Mario Lombardo)
- Christian Berkel für sein schauspielerisches Talent (Laudatio: Andrea Sawatzki)
- David Garrett, Violinist (Laudatio: Johannes B. Kerner)
- Eckart von Hirschhausen, Kabarettist und Bestsellerautor  (Laudatio: Werner Schneyder)
- Peter Maffay für seine musikalischen Erfolge und soziales Engagement (Laudatio: Ursula von der Leyen)